# Sintorp
Sintorp är en bebyggelse i Landa socken i Kungsbacka kommun.  Postadress är Frillesås. Sintorp är beläget nordost om landsvägen mellan Frillesås och Buerås. Området avgränsades fram till 2010 som en separat småort, från 2015 räknas det till tätorten Åsa.